# Smørfjord
Smørfjord är en ort i Porsangers kommun i Finnmark fylke i norra Norge. Orten ligger där Europaväg 69 möter fylkesväg 889, längst inne vid Smørfjorden, en arm av Porsangerfjorden.